# يونيس هيل وايت كوب
يونيس هيل وايت كوب (بالإنجليزية: Eunice Hale Waite Cobb)‏ (27 يناير 1803، كينبونك في الولايات المتحدة - 2 مايو 1880 في الولايات المتحدة)؛ كاتِبة وشاعرة أمريكية.